# Perfluor(N-propylmorpholin)
Perfluor(N-propylmorpholin) ist eine chemische Verbindung und ein Derivat des Morpholins. Es gehört zudem zu den per- und polyfluorierten Alkylverbindungen (PFAS).
Die Reaktionsmasse von Perfluor(N-propylmorpholin) und Perfluor(N-isopropylmorpholin) wird im EWR im Tonnagebereich 10–100 Tonnen pro Jahr (Stand: 2019) als Zubereitung verwendet. Dieses Gemisch wurde 2023 aufgrund seiner vPvB-Eigenschaften in die SVHC-Liste aufgenommen.
Sein Octanol-Wasser-Verteilungskoeffizient beträgt {\displaystyle \log K_{ow}=4,4}. Für das Gemisch wurde aus den Löslichkeiten in Octanol und Wasser ein {\displaystyle \log K_{ow}} von 5,7 bei 23 °C errechnet.